# Alfred de Vigny

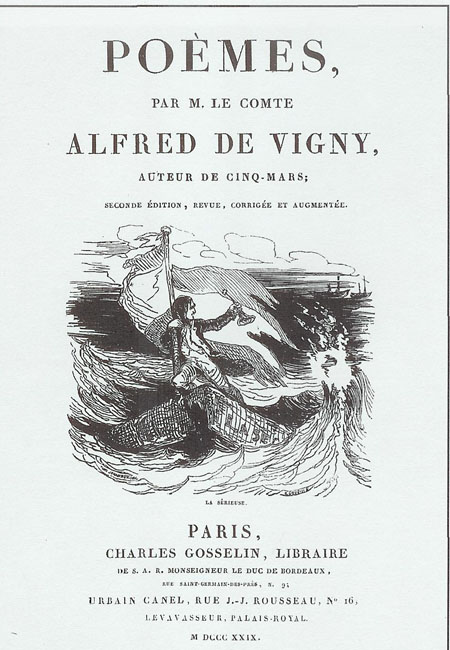
Poèmes antiques et modernes (1929)

Alfred de Vigny (Loches (Indre-et-Loire), 1797. március 27. – Párizs, 1863. szeptember 17. ) francia romantikus költő, író, drámaíró, műfordító, katonatiszt, a Francia Akadémia tagja. A Becsületrend tiszti fokozatának kitüntetettje.

## Élete
Arisztokrata katonacsaládból származott. Édesapja, a Hétéves háború veteránja, már idős volt, amikor Alfred megszületett. A házaspár négy gyermeke közül ő maradt csak életben. Kétéves korában Párizsba költöztek. Rendkívül gondos nevelésben részesítette édesanyja, aki ismerte Jean-Jacques Rousseau műveit. Az Emil, vagy a nevelésről című Rousseau műben leírtak alapján foglalkoztak vele (jeges fürdő, száraz diéta, testgyakorlás, vívás, lövészet, matematika, zene, rajz és festés). A Lycée Napoléon gimnáziumban  lelkiismeretesen, de kedvetlenül készült az École Polytechnique felvételi vizsgájára.
1814. július 6-án a Királyi Testőrgárda hadnagya lett. Az Elba szigetéről visszatért Napóleon elől menekülő XVIII. Lajost kísérő testőrség tagja volt. Katonáskodása idején már verseket írt. A Victor Hugo és fivérei által alapított irodalmi lap, a Le Conservateur Littéraire (Az irodalom védelmében) közölte első versét (Bál) és Byronról írt tanulmányát 1822-ben. Eljárt Charles Nodier irodalmi összejöveteleire, Hugo esküvőjén tanúként volt jelen. A laktanya egyhangú életére ráunt, 1827-ben végleg elhagyta a katonai pályát, és az írásnak szentelte minden idejét. Feleségével, a jómódú angol származású Lydia Benburyvel Párizsban telepedett le.
A Poèmes antiques et modernes verseskötete után jelent meg a Cinq-Mars, az első igazi francia történelmi regény. Vonzotta a romantikus színház, Shakespeare Othellóját verses formában fordította le. Viharos szerelmi kapcsolat fűzte a korszak egyik leghíresebb színésznőjéhez, Marie Dorvalhoz. Két drámát is írt a színésznőnek, a Chatterton nagy sikert hozott a szerzőnek és Marie Dorvalnak is.
1837-ben szakított Marie-val, édesanyja meghalt, összetűzött költő- és íróbarátaival. Hirtelen elhallgatott, nem publikált, csak önmagának írt, elkezdte remete életét. 1845-ben hatszori sikertelen próbálkozás után lehetett csak a Francia Akadémia tagja. Odaadóan ápolta a szinte teljesen vak feleségét. 1863-ban gyomorrákban halt meg.

## Művei
- Poèmes antiques et modernes (1822)
- Éloa, ou La Sœur des Anges (1824)
- Cinq-Mars (1826)
- Roméo et Juliette (1828), Shakespeare Rómeó és Júlia művének verses fordítása
- Shylock (1828), A velencei kalmár
- Le More de Venise (1829) (Othello verses fordítása)
- La Maréchale d'Ancre (1830)
- L'Almeh (sivatagi jelenet) (1831) (befejezetlen)
- Les Consultations du Docteur Noir : Stello ou les Diables bleus : première consultation (1832)
- Quitte pour la peur (1833) (dráma)
- Servitude et grandeur militaires (1835)
- Chatterton (1835) dráma
- Daphné : seconde consultation du Docteur Noir (1837) (befejezetlen), (1913) (posztumusz)
- Les Destinées (1864) (posztumusz)
- Journal d'un poète (1867) (posztumusz)
- Mémoires inédits (1958) (posztumusz)
- Œuvres complètes (1883-1885) (posztumusz)

## Magyarul
- Cinq-Mars összeesküvése; ford. Benedek Marcell; Genius, Bp., 1924 (Nagy írók – nagy írások)
- Renaud kapitány élete és halála; ford. Moly Tamás; Tolnai, Bp., 1929 (Tolnai regénytára)
- Halálos ítélet; Palatinus, Bp., 1943 (Palatinus kisregénysorozat)
- Az utolsó golyó; Sík, Bp., 1943
- A királynő hozománya; Soóky, Bp., 1944
- Lauretta; ford. ifj. Stadler Aurél; Minerva, Szubotica, 195? (Minerva ifjúsági kiskönyvtár)
- Laurette ou Le cachet rouge / Laurette avagy A vörös pecsét; ford. Bartócz Ilona; Terra, Bp., 1960 (Kétnyelvű kis könyvtár)
- Költői elmélkedések. Alphonse de Lamartine (1794-1869), Alfred de Vigny (1797-1863), Gérard de Nerval (1808-1855), Alfred de Musset (1810-1857) versei; ford. Babits Mihály et al.; Interpopulart, Szentendre, 1995 (Populart füzetek)
- A farkas halála / La mort du loup; összeáll., vál., utószó Baranyi Ferenc, versford. Baranyi Ferenc et al.; Eötvös, Bp., 1999 (Eötvös klasszikusok) ISBN 9789639024670 (kétnyelvű kiadás)
- Stello; ford. Tálasi István; Eötvös, Bp., 2013 (Eötvös klasszikusok) ISBN 9789639955462
- A francia romantika költői. Lamartine, Vigny, Nerval, Musset; szerk. Bárdos László, Pór Judit, vál. Bárdos László, ford. Bajcsi Cecília et al.; Európa, Bp., 1989 (Lyra mundi)
- Cinq-Mars összeesküvése; ford. Benedek Marcell; Tarandus, Győr, 2011 ISBN 0219003826047
- Alfred de Vigny válogatott versei (mek.oszk)